# Borroloola
Borroloola est une ville du Territoire du Nord en Australie, située près de la rivière McArthur (en), à 50 km du Golfe de Carpentarie.
Sa population était de 871 habitants en 2016.
À 85 km au sud-ouest de la ville se trouve le cratère de Foelsche.